# Soó Rezső
Berei Soó Rezső (Székelyudvarhely, 1903. augusztus 1. – Budapest, 1980. február 10.) Kossuth-díjas (1951, 1954) magyar botanikus, egyetemi tanár, az MTA tagja (levelező 1947, rendes 1951). Botanikai szakmunkákban nevének rövidítése: „Soó”.
1940–44 között a kolozsvári egyetemen a növényrendszertani tanszéket, a botanikus kertet és az Erdélyi Nemzeti Múzeum Növénytárát vezette. A debreceni tudományegyetem növénytani tanszékének vezetőjeként megalapította és vezette a debreceni cönológiai (és ökológiai) iskolát, amely a magyarországi növényföldrajz és fejlődéstörténet vonatkozásában úttörő volt.

## Családja
Dr. Soó Rezső azt vallotta magáról: háromnegyed székely és egynegyed örmény.  Anyai nagyanyja az erdélyi örmény származású Affiumi Irma, Erzsébetvárosból.

## Életútja

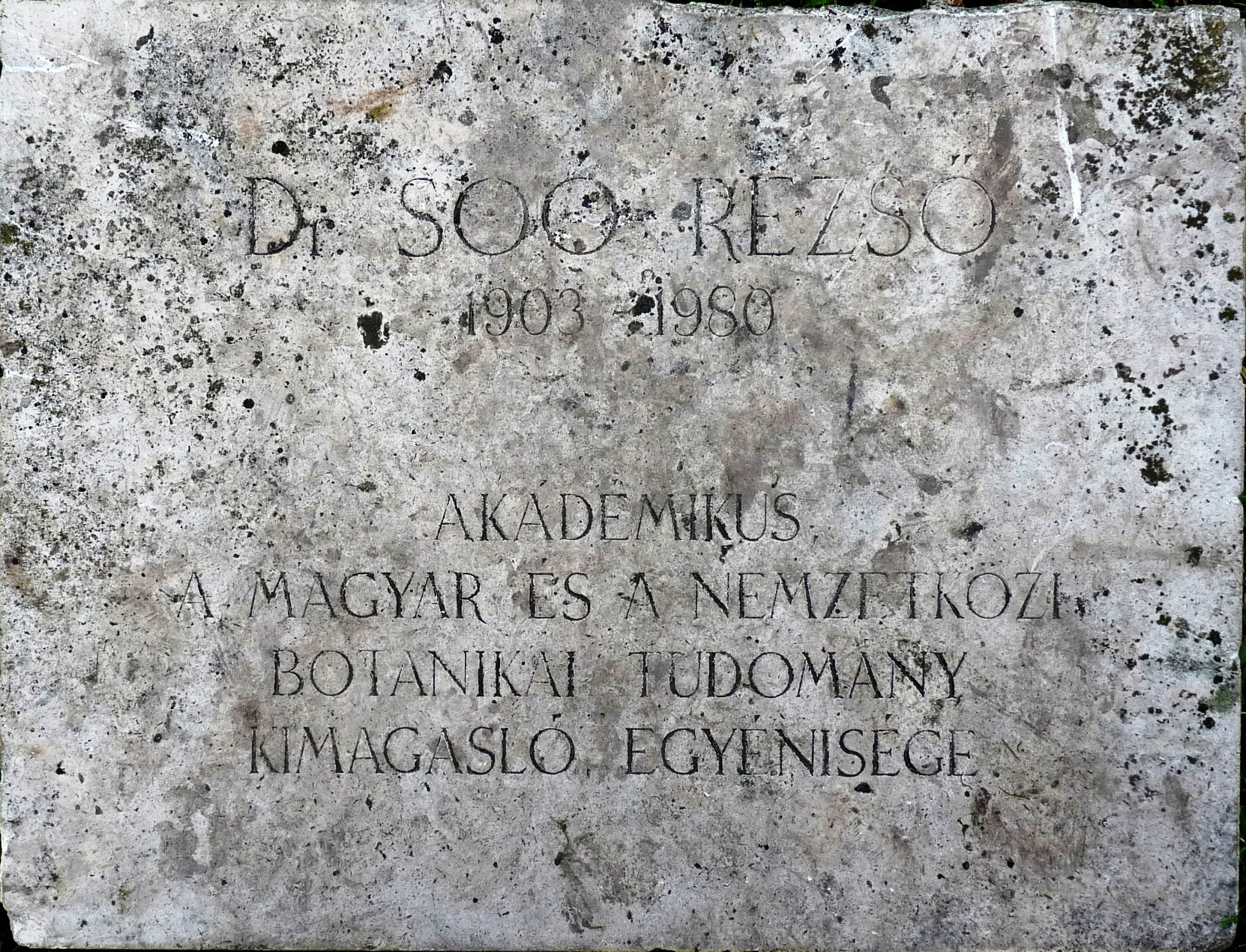
Emléktáblája a Margit-szigeten

A kolozsvári Piarista Gimnáziumban tanult, majd Eötvös-kollégistaként a Budapesti Tudományegyetem hallgatója lett. 1925-ben kitűnő eredménnyel tette le tanári szakvizsgáját és doktorátust szerzett. Értekezése a szezonpolimorfizmus problémájának teljesen új megoldását adta azzal, hogy rámutatott a növénytársulások szelekciós szerepére a fajkeletkezésben. 1925-től 1927-ig a berlini Collegium Hungaricum tagjaként Berlin–Dahlemben dolgozott a világ akkori első számú növényrendszertani műhelyében. Itt az orchideakutatás legnagyobb szaktekintélyeitől tanult, majd Kellerrel közösen megírták Európa orchideáinak rendszertani monográfiáját (Berlin, 1930–1940), amely azóta is alapműnek számít. 1927-ben jelent meg Kolozsvár geobotanikai monográfiája, amely a Kárpát-medence területéről a legelső ilyen nagyszabású munka.
1927 és 1929 között a Tihanyi Biológiai Kutatóintézet adjunktusa. Itt indította meg Magyarország növénytársulásainak rendszeres kutatását, és hazánkban elsőként mikroklíma-méréseket végzett. 1929 végén nyilvános rendkívüli tanárként elnyerte a debreceni egyetem növénytani tanszékét. Megszervezte az egyetemi növénytani intézetet és a botanikus kertet. Intézetével megalapította a világszerte híressé vált debreceni cönológiai iskolát, ahonnan a tehetséges geobotanikusok több generációja került ki keze alól. Megindította az első magyar ökológiai folyóiratot, az Acta Geobotanica Hungaricát. 1940 őszétől a kolozsvári egyetem növényrendszertani tanszékének vezetője, valamint a botanikus kert és az Erdélyi Múzeum növénytárának igazgatója, jeles munkatársai és tanítványai voltak itt, köztük Csűrös István, Nyárády Erazmus Gyula és Nyárády Antal. 1945-ben visszatért Debrecenbe, és újra átvette régi intézetét. 1947-től a Magyar Tudományos Akadémia levelező, 1951-től rendes tagja. 1951-ben és 1954-ben Kossuth-díjjal tüntették ki.
Alkotó tevékenységének három kiemelkedő munkája, a Növényföldrajz (1945), a Jávorka Sándorral közösen írt A magyar növényvilág kézikönyve (1951) és a Fejlődéstörténeti növényrendszertan (1953). 1955-ben a budapesti Eötvös Loránd Tudományegyetem növényrendszertani és növényföldrajzi tanszékének vezetőjévé, valamint az egyetemi botanikus kertnek az igazgatójává nevezték ki. Innen szervezte és irányította Zólyomi Bálinttal együttműködve a magyar növénytakaró növénycönológiai kutatását és térképezését. 1969-ben nyugalomba vonult, s idejét élete fő művének, a Magyar flóra- és vegetáció rendszertani, növényföldrajzi kézikönyve (1964–80) című hatkötetes hatalmas munkának szentelte.
Széles körű általános műveltsége és a művészetekhez való értő vonzódása révén nem csak a természettudományok területén hatott, hanem társadalmi tevékenysége, közéleti aktivitása a bölcsésztudományok területén is nyomot hagyott. A debreceni Ady Társaság elnöke, a falukutató mozgalom lelkes támogatója, a kisgrafikának nemcsak nemzetközi hírű gyűjtője, hanem avatott műkritikusa is volt.
Több mint 660 publikációt, köztük 30 könyvet írt a botanika számos területén, szerepelnek köztük tan- és kézikönyvek, nómenklatúra, botanikatörténet, bibliográfia.

## Lásd még
- Acta Erdélyben
- Biológiai szakirodalom Erdélyben

## Rendszere

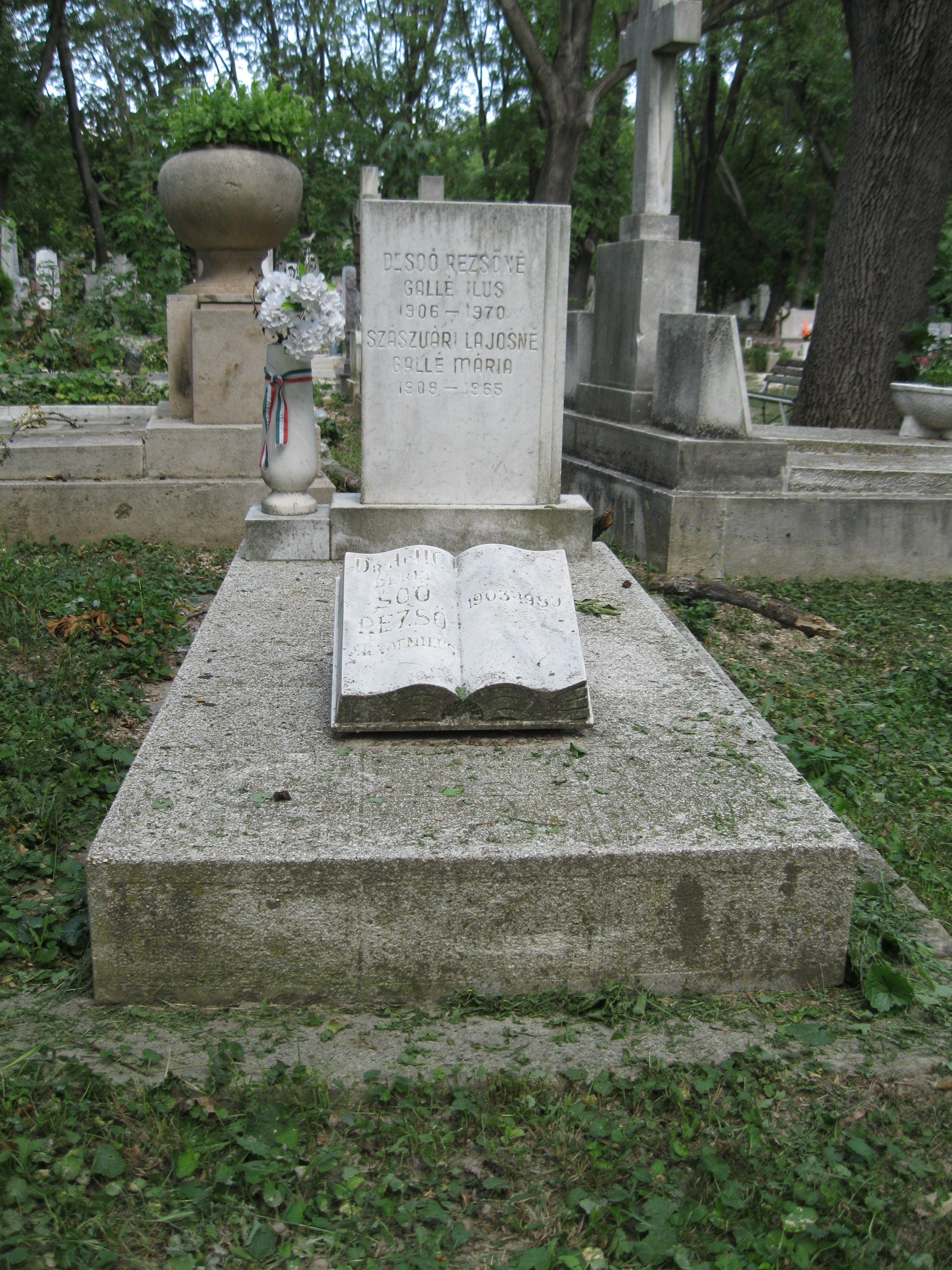
Soó Rezső sírja a Farkasréti temetőben

Soó Rezső az első olyan magyar botanikus, aki saját fejlődéstörténeti rendszert alkotott. Rendszerét több európai egyetemen is oktatták. Az 1947-ben született rendszer 1953-ban jelent meg a Fejlődéstörténeti növényrendszertan című munkájában, és többszöri átalakítás mellett az 1980-as évekig használták a hazai felsőoktatásban.

## Művei
- A Mátrahegység és környékének flórája. Magyar flóraművek (1). Institutum Botanicum Universitatis Debreceniensis, Debrecen, 1937
- A Székelyföld flórájának előmunkálatai. Magyar flóraművek (3). Institut Syst.-Geobot. Museique Bot. Univ. Kolozsvár, Kolozsvár, 1940
- A Székelyföld flórája. Magyar flóraművek (6). Institut Syst.-Geobot. Museique Bot. Univ. Kolozsvár, Kolozsvár, 1943
- Jávorka Sándor: A magyar növényvilág kézikönyve Soó, Rezső. I-II. Akadémiai Kiadó, Budapest, 1951
- Növényföldrajz. Egyetemi tankönyv Soó, Rezső. Tankönyvkiadó, Budapest, 1963
- Die regionalen Fagion-Verbände und Gesellschaften Südosteuropas , Akadémiai Kiadó, Budapest, 1964
- Kárpáti Zoltán: Növényhatározó II. Magyar Flóra: Harasztok – virágos növények Soó, Rezső. Tankönyvkiadó, Budapest, 1968
- A magyar flóra és vegetáció rendszertani-növényföldrajzi kézikönyve, I-VII. Akadémiai Kiadó, Budapest, 1964-1985

## Emlékezete
- A Farkasréti temetőben helyezték örök nyugalomra.
- A születésének 100. évfordulójára bélyeget adtak ki, de azon tévedésből Ujvárosi Miklós szerepelt.[2]
- A Margit-szigeten és a Népligetben lévő Soó Rezső sétányt róla nevezték el.
- Noszvajon kutatóház viseli a nevét.
- A Budapest, 11. kerület Pázmány Péter sétányon, az ELTE kémiai tömbjének előcsarnokában a „Kémikusok falán” domborműves emléktábláját 1991-ben tanítványai állították fel. (Szanyi Péter alkotása).
- A debreceni Botanikus kertben áll domborműves emléke. (Felállítás: 1998, alkotó: ifjabb Blaskó János)